# Сан-Педру-ду-Игуасу
Сан-Педру-ду-Игуасу (порт. São Pedro do Iguaçu) — муниципалитет в Бразилии, входит в штат Парана. Составная часть мезорегиона Запад штата Парана. Входит в экономико-статистический микрорегион Толеду. Население составляет 6277 человек на 2006 год. Занимает площадь 308,328 км². Плотность населения — 20,4 чел./км².

## История
Город основан 8 ноября 1970 года.

## Статистика
- Валовой внутренний продукт на 2003 год составляет 95 121 189,00 реалов (данные: Бразильский институт географии и статистики).
- Валовой внутренний продукт на душу населения на 2003 год составляет 14 121,32 реалов (данные: Бразильский институт географии и статистики).
- Индекс развития человеческого потенциала на 2000 год составляет 0,732 (данные: Программа развития ООН).